# D.Ditto
Dilshodbek Umidov, más conocido simplemente como Ditto, es un cantante uzbeko, actor y cantante. Ditto comenzó su carrera artística en 2003. Ditto saltó a la fama en 2004 gracias al clip "Balanda" de Shoxrux Ditto recibió varios premios y nominaciones, incluido el premio Latin M, tres premios RizaNova, dos premios NTT y, en 2011, Ditto ganó el Premio a la Fama del Estado.

## Biografía
Dilshodbek Umirov nació el 6 de agosto de 1984 en el distrito de Boka de la región de Tashkent en una familia intelectual. Después de graduarse de la escuela en 2000, estudió en el Liceo de Economía del Estado de Tashkent. En 2003, después de graduarse de D. Ditto Economic Lyceum, ingresó a la Universidad Estatal de Economía de Tashkent. Sin embargo, después de graduarse de la universidad, no trabaja en su campo. Porque ahora estaba interesado en un campo completamente diferente, es decir, el arte y los deportes.

## Carrera
En 2001, Ditto comenzó su carrera como televangelista en clubes nocturnos en Tashkent gracias a los deportistas. En 2004, Ditto fue ofrecido al rapero Shoxrux por su video musical llamado Balanda. Además, protagonizó los videoclips de Shoxrux "Hayolimdasan" y "April 1 Jokes". Su primera experiencia actoral fue en la película Fátima y Zuhra del 2005. De 2006 a 2008, interpretó a Azamat en la serie de televisión "Aldangan qalb". También tuvo papeles en Super Kelinchak y en la miniserie Aldanganlar. En 2009, Webber interpretó el papel del acosador Beck en la serie de televisión tayika "Muxabbat Asirasi". El papel de D.Ditto en 23:11, producido por Fruz Muxtor, fue el primero en Kazajistán. En 2011, protagonizó la película dramática "Qasos" junto con Ulugʻbek Qodirov. Ditto interpretó el papel de un hombre descarriado en la película “Yondiradi Kuydiradi”. En 2015, Ditto apareció en el papel de Dilshod en "Arslon Izidan" dirigida por Aziz Rametov, junto con Ulugʻbek Qodirov, Aziz Rametov, Bekzod Tadjiev y Saida Rametova. También apareció en el largometraje Shuhrat Salomov, dirigido por “Ziddiyat”.

## Discografía
| Año  | Nombre     |
| ---- | ---------- |
| 2011 | Ishq       |
| 2015 | Har soniya |
| 2021 | 5-Element  |

## Filmografía
A continuación, en orden cronológico, hay una lista ordenada de películas en las que apareció D.Ditto.
| Año       | Película            | Role     | Explicación |
| --------- | ------------------- | -------- | ----------- |
| 2006      | Fotima va Zuxra     | Damir    |             |
| 2006-2008 | Aldangan Qalb       | Azamat   |             |
| 2008      | Super Kelinchak     | Baxtiyor |             |
| 2008      | Muxabbat Asirasi    |          |             |
| 2009      | 23:11               | Bek      |             |
| 2011      | Qasos               |          |             |
| 2011      | Yondiradi Kuydiradi | Baxtiyor |             |
| 2015      | Arslon Izidan       | Dilshod  |             |
| 2020      | Ziddiyat            | Atxam    |             |

### Videos musicales
| Año  | Título         | Artista | Role  |
| ---- | -------------- | ------- | ----- |
| 2004 | Balanda        | Shoxrux | Actor |
| 2005 | Hayolimdasan   | Shoxrux | Actor |
| 2006 | 1 Aprel xazili | Shoxrux | Actor |